# Orophaca tridactylica
Orophaca tridactylica là một loài thực vật có hoa trong họ Đậu. Loài này được (A.Gray) Rydb. mô tả khoa học đầu tiên.